# Oxylabes madagascariensis
Oxylabes madagascariensis là một loài chim trong họ Bernieridae.